# Крупский, Ежи
Е́жи Кру́пский пол. Krupski Jerzy; 1472—1548) — шляхтич, дипломат и военачальник, владелец обширной недвижимости и земель (латифундий) в Червонной Руси (теперь — Украина), наследник имения Крупе и вотчины Орхово. Сенатор Речи Посполитой, каштелян белзский (с 1509 года), каштелян львовский (с 1515), воевода белзский (с 1533).

## Биография
- В 1472 г. — родился в имении Орхов (владельцы Ян, Станислав, Миколай Крупские) или Собебор (владельцы Олехно, Сенко Вашко Крупские) на Холмщине Червоной Руси (из Акта XIX о разграничении Крупе и Орхова от Собебора 1466—1470 гг.)[1].
- В 1491—1492 гг. — в битве с венграми под г. Кошице и г. Прешов (ныне — в Словакии) спас короля Яна-Ольбрахта в бою, отдав ему своего коня и меч при преследовании неприятеля.
- В 1492 г., в селении Крупе на Холмщине построил замок Крупе[3], который сохранился в том селении и до нынешних дней. Участвовал в битве против Венгрии возле г. Кошице и г. Прешова (ныне — в Словакии) в 1491—1492 г.. Владел обширной собственностью в Червонной Руси (Красной Руси). За собственный счёт реставрировал замки городов г. Хелма и г. Белза. Был советником королей Яна I Ольбрахта (король Польши 1492—1501 гг.) и Сигизмунда I (король Польши 1506—1548 гг.).
- В 1507 г. построил в стиле позднего барокко католическую церковь в местечке Орховек имени св. Иоанна V Милостивого для церковного прихода, существующего и ныне, храм «Божией Матери Утешительницы». В 1610 г. он принадлежал монахам Августинцам, с 1947 г. принадлежит Ордену братьев меньших (Капуцинам). Предоставил городское право местечку Орхово, владельцем которого был.
- 1502—1507 г. — староста г. Хелм, г. Белз, г. Городок, г. Грубешов[4];
- Посол Польши, комиссар (депутат) дипломатической службы короля Сигизмунда I при господаре господаря Валахии (Молдавии) Богдане III Кривом в 1509 г. для заключения торгово-экономических отношений;
- 1513—1515 г. — каштелян белзский;
- 1509 г. — каноник в г. Львове и кастелян г. Львова в 1513—1515 г.;
- 1510 г. — староста г. Белз (лат. Crupski Georgius capitaneus Belzensis)[5];
- В 1513 г. — кастелян г. Львова.
- 1514 г. — был послом к султану Османской Турции Селиму I, подписал с ним «Трёхлетний Договор»;
- 1518 г. — каноник г. Кракова и г. Белза. Реставрировал за собственный счёт замки г. Холм и г. Белз.
- Управлял староствами г. Сокаль, г. Ратно. В 1519 г. получил королевский документ «Консенсус» на получение староства г. Белз и г. Сокаль для заместителя шляхтича Андрея Течинского воєводы Краковского[6];
- 1525 г. — на сейме «Петраковском» от имени Польши подписал Перемирие с князьями Померании (Поморья); между Гех, Барним и Сигизмундом I.
- 1533 г. — воевода г. Белз, после воеводы Руського шляхтича Яна Тенчинского.
- 1493—1548 гг. — в составе Комиссии Польской Короны по поводу несправедливостей к литвинам Великого княжества Литовского на Русской земле[7][8].

### Браки и дети
- Шляхтич Ежи Крупский был первым известным предком герба «Корчак».
- Его благородная супруга была Малгожата родом из имения Розвады (бракосочетание — около 1490 г.[9]).
- Его дети: Станислав, Ян, Иероним, Кшиштоф, Януш[10].